# Швейцария на «Евровидении-1987»
Швейцария принимала участие в тридцать втором выпуске телевизионного конкурса Евровидение-1987, который состоялся 9 мая в Брюсселе, Бельгия. Страну представляла певица Кэрол Рич с песней на французском языке Moitié, moitié («Половина на половину»), написанной Жан-Жаком Эгли. По итогам голосования она заняла 17-е место из 22, набрав 27 очков. Тем не менее, Moitié, moitié стала предшественницей швейцарской заявки на Евровидение-1988 Ne partez pas sans moi в исполнении Селин Дион. Конкурс был показан SRG SSR через трёх региональных телевещателей: TSR с комментариями на французском языке Сержа Муассона, DRS с комментариями на немецком языке Бернара Турнхеера и TSI с комментариями на итальянском языке Эцио Гвиди. Глашатаем был Мишель Стокер.

## Предыстория
К моменту своего участия на конкурсе 1987 года Швейцария участвовала на Евровидение каждый год с момента своего дебюта как одна из семи оригинальных стран в 1956 году. За это время страна выигрывала конкурс лишь однажды, в том же 1956 году с песней Refrain в исполнении Лиз Ассиа. Швейцария также организовала проведение первого выпуска Евровидение в казино Лугано. На Евровидение-1986 Швейцарию представляла певица Даниэла Симмонс с песней Pas pour moi, где она заняла второе место.
Швейцарская телерадиокомпания SRG SSR проводила как национальные финалы, так и внутренние отборы для выбора артиста и песни на Евровидение. С 1981 года SRG SSR организовывала национальные финалы. Этот метод отбора был продолжен и для выбора заявки в 1987 году.

## До «Евровидения»

### Concours Eurovision 1987
Швейцарский национальный отбор Concours Eurovision 1987 состоялся 31 января в телестудии канала TSI в Лугано. Ведущей была Летиция Брунати. Девять песен было представлено на всех национальных языках Швейцарии, включая ретороманский. Победитель определялся посредством комбинации голосов трёх региональных членов жюри, сформированных по территориально-языковому признаку, голосов музыкальных экспертов и голосов представителей прессы. По итогам голосования победу одержала Кэрол Рич с песней Moitié, moitié. Марк Дитрих представлял Швейцарию на Евровидение-1971, 1976, 1979 и 1981. Группа Furbaz будет представлять Швейцарию на Евровидение-1989.
| Порядок выступления | Исполнитель         | Название песни                   | DRS | TSR | TSI | Эксперты | Пресса | Всего | Место |
| ------------------- | ------------------- | -------------------------------- | --- | --- | --- | -------- | ------ | ----- | ----- |
| 1                   | Рита Несси и I Team | Dimentica                        | 2   | 3   | 1   | 1        | 6      | 13    | 8     |
| 2                   | Мануэла Феличе      | Die Liebe ist eine Reise         | 5   | 7   | 7   | 6        | 1      | 26    | 4     |
| 3                   | Паоло Монте         | Questa vita                      | 3   | 2   | 5   | 5        | 2      | 17    | 6     |
| 4                   | Кэрол Рич           | Moitié, moitié                   | 10  | 10  | 10  | 7        | 8      | 45    | 1     |
| 5                   | Марк Дитрих         | Nostradamus                      | 8   | 6   | 8   | 10       | 7      | 39    | 2     |
| 6                   | Джанни Мазелли      | I giorni miei                    | 1   | 1   | 3   | 2        | 5      | 12    | 9     |
| 7                   | Пьер Аллан и Atlas  | Les pianos de l’Atlantique       | 6   | 5   | 6   | 4        | 4      | 25    | 5     |
| 8                   | Анетта Филипп       | Mit Musik bin ich niemals allein | 4   | 4   | 2   | 3        | 3      | 16    | 7     |
| 9                   | Furbaz              | Da cumpignia                     | 7   | 8   | 4   | 8        | 10     | 37    | 3     |

## На «Евровидении»
Кэрол Рич выступала под номером 22, закрыв, тем самым конкурсную программу. По итогам голосования она заняла 17-е место из 22, набрав 27 очков. 12 очков швейцарское жюри присудило Ирландии. Швейцарская песня была единственной на конкурсе, которая прозвучала без использования оркестра, но с воспроизведённой фонограммой.

### Голосование
| Баллы     | Страна                 |
| --------- | ---------------------- |
| 12 баллов |                        |
| 10 баллов |                        |
| 8 баллов  |                        |
| 7 баллов  | Нидерланды             |
| 6 баллов  |                        |
| 5 баллов  | Турция                 |
| 4 балла   | Кипр                   |
| 3 балла   | - Люксембург Югославия |
| 2 балла   | Исландия               |
| 1 балл    | - Дания Израиль        |

| Баллы     | Страна         |
| --------- | -------------- |
| 12 баллов | Ирландия       |
| 10 баллов | Нидерланды     |
| 8 баллов  | Израиль        |
| 7 баллов  | Италия         |
| 6 баллов  | Норвегия       |
| 5 баллов  | Великобритания |
| 4 балла   | Кипр           |
| 3 балла   | Дания          |
| 2 балла   | Франция        |
| 1 балл    | Германия       |

|}